# Pikolo
Pikolo je jedan od glavnih likova u Zmajeva Kugla Z, takođe jedan od glavnih likova u serijalima Zmajeva Kugla GT i Zmajeva Kugla Super.
Prvi put se pojavljuje na kraju Zmajeve Kugle na kraju 23. turnira borilačkih veština i tada je bio zao, ali na početku Zmajeve Kugle Z nije više toliko zao i čak je pomogao Gokuu, svom najvećem neprijatelju da porazi Radisa, Gokuovog brata i dok je Goku bio u raju i čekao da ga vrate na zemlju Zmajevim Kuglama, Pikolo je trenirao Gokuovog sina Gohana. 

## Poreklo
Pikolo je Namekijanac, a njegov otac je Demonski Kralj Pikolo. Kada je Goku ubio Demonskog Kralja Pikola, Kralj Pikolo je sekundu pre smrti iskašljao jaje gde se nalazio Pikolo.